# Vilar de Figos
Vilar de Figos é uma povoação portuguesa do Município de Barcelos que foi sede da extinta Freguesia de Vilar de Figos, freguesia que tinha 4,83 km² de área e 604 habitantes (2011), e, por isso, uma densidade populacional de 125,1 hab/km².
A Freguesia de Vilar de Figos foi extinta em 2013, no âmbito de uma reforma administrativa nacional, tendo sido agregada às freguesias de Milhazes e Faria, para formar uma nova freguesia denominada União das Freguesias de Milhazes, Vilar de Figos e Faria com sede em Milhazes.

## População
| População da freguesia de Vilar de Figos (1864 – 2011) | População da freguesia de Vilar de Figos (1864 – 2011) | População da freguesia de Vilar de Figos (1864 – 2011) | População da freguesia de Vilar de Figos (1864 – 2011) | População da freguesia de Vilar de Figos (1864 – 2011) | População da freguesia de Vilar de Figos (1864 – 2011) | População da freguesia de Vilar de Figos (1864 – 2011) | População da freguesia de Vilar de Figos (1864 – 2011) | População da freguesia de Vilar de Figos (1864 – 2011) | População da freguesia de Vilar de Figos (1864 – 2011) | População da freguesia de Vilar de Figos (1864 – 2011) | População da freguesia de Vilar de Figos (1864 – 2011) | População da freguesia de Vilar de Figos (1864 – 2011) | População da freguesia de Vilar de Figos (1864 – 2011) | População da freguesia de Vilar de Figos (1864 – 2011) |
| ------------------------------------------------------ | ------------------------------------------------------ | ------------------------------------------------------ | ------------------------------------------------------ | ------------------------------------------------------ | ------------------------------------------------------ | ------------------------------------------------------ | ------------------------------------------------------ | ------------------------------------------------------ | ------------------------------------------------------ | ------------------------------------------------------ | ------------------------------------------------------ | ------------------------------------------------------ | ------------------------------------------------------ | ------------------------------------------------------ |
| 1864                                                   | 1878                                                   | 1890                                                   | 1900                                                   | 1911                                                   | 1920                                                   | 1930                                                   | 1940                                                   | 1950                                                   | 1960                                                   | 1970                                                   | 1981                                                   | 1991                                                   | 2001                                                   | 2011                                                   |
| 413                                                    | 432                                                    | 444                                                    | 445                                                    | 479                                                    | 478                                                    | 558                                                    | 702                                                    | 680                                                    | 681                                                    | 651                                                    | 643                                                    | 665                                                    | 651                                                    | 604                                                    |